# Kwidzyn (gmina)
Pour la localité, voir Kwidzyn.
Kwidzyn est une gmina rurale du powiat de Kwidzyn, Poméranie, dans le nord de la Pologne. Son siège est la ville de Kwidzyn, bien qu'elle ne fasse pas partie du territoire de la gmina.
La gmina couvre une superficie de 207,25 km2 pour une population de 10 306 habitants.

## Géographie
La gmina inclut les villages de Baldram, Brachlewo, Brokowo, Bronno, Bursztych, Bystrzec, Dankowo, Dubiel, Gilwa Mała, Gniewskie Pole, Górki, Grabówko, Gurcz, Janowo, Jurandowo, Kamionka, Korzeniewo, Kramrowo, Licze, Lipianki, Mały Baldram, Mareza, Nowa Wieś Kwidzyńska, Nowe Lignowy, Nowy Dwór, Obory, Ośno, Paczkowo, Pastwa, Pawlice, Piekarniak, Podzamcze, Pole Rakowieckie, Pólko Małe, Rakowice, Rakowiec, Rozpędziny, Stary Dwór, Szadowo, Szadowski Młyn, Szałwinek, Szopowo, Tychnowy et Wola-Sosenka.
La gmina borde la ville de Kwidzyn et les gminy de Gardeja, Gniew, Prabuty, Ryjewo et Sadlinki.